# NDUFA10
NDUFA10 (англ. NADH:ubiquinone oxidoreductase subunit A10) – білок, який кодується однойменним геном, розташованим у людей на короткому плечі 2-ї хромосоми.  Довжина поліпептидного ланцюга білка становить 355 амінокислот, а молекулярна маса — 40 751.
| 10         |  | 20         |  | 30         |  | 40         |  | 50         |
| ---------- |  | ---------- |  | ---------- |  | ---------- |  | ---------- |
| MALRLLKLAA |  | TSASARVVAA |  | GAQRVRGIHS |  | SVQCKLRYGM |  | WHFLLGDKAS |
| KRLTERSRVI |  | TVDGNICTGK |  | GKLAKEIAEK |  | LGFKHFPEAG |  | IHYPDSTTGD |
| GKPLATDYNG |  | NCSLEKFYDD |  | PRSNDGNSYR |  | LQSWLYSSRL |  | LQYSDALEHL |
| LTTGQGVVLE |  | RSIFSDFVFL |  | EAMYNQGFIR |  | KQCVDHYNEV |  | KSVTICDYLP |
| PHLVIYIDVP |  | VPEVQRRIQK |  | KGDPHEMKIT |  | SAYLQDIENA |  | YKKTFLPEMS |
| EKCEVLQYSA |  | REAQDSKKVV |  | EDIEYLKFDK |  | GPWLKQDNRT |  | LYHLRLLVQD |
| KFEVLNYTSI |  | PIFLPEVTIG |  | AHQTDRVLHQ |  | FRELPGRKYS |  | PGYNTEVGDK |
| WIWLK      |  |            |  |            |  |            |  |            |

A: Аланін

C: Цистеїн

D: Аспарагінова кислота

E: Глутамінова кислота

F: Фенілаланін

G: Гліцин

H: Гістидин

I: Ізолейцин

K: Лізин

L: Лейцин

M: Метіонін

N: Аспарагін

P: Пролін

Q: Глутамін

R: Аргінін

S: Серин

T: Треонін

V: Валін

W: Триптофан

Задіяний у таких біологічних процесах як транспорт, транспорт електронів, дихальний ланцюг, поліморфізм, альтернативний сплайсинг. 
Білок має сайт для зв'язування з ФАД, флавопротеїном. 
Локалізований у мітохондрії.